# Karlfjärden
Karlfjärden är en fjärd i Åland (Finland). Den ligger i den sydöstra delen av landskapet, 60 km öster om huvudstaden Mariehamn.